# Kari Laitinen
Kari Juhani Laitinen (* 9. April 1964 in Vantaa) ist ein ehemaliger finnischer Eishockeyspieler. 

## Karriere
Kari Laitinen begann seine Karriere als Eishockeyspieler bei Jokerit Helsinki, für dessen Profimannschaft er von 1985 bis 1987 in der SM-liiga, der höchsten finnischen Spielklasse, aktiv war. Anschließend spielte der Flügelspieler sechs Jahre lang für deren Ligarivalen HIFK Helsinki. In der Saison 1987/88 wurde er in das All-Star Team der SM-liiga gewählt. Die Saison 1993/94 verbrachte er bei Jokipojat in der zweitklassigen I-divisioona. Anschließend lief er je ein Jahr lang für die ASG Angers und den Chamonix Hockey Club in der französischen Élite Ligue auf. Zuletzt stand er von 1996 bis 1998 für die Pelicans Lahti in der I-divisioona auf dem Eis, ehe er seine Karriere im Alter von 34 Jahren beendete. 

### International
Für Finnland nahm Laitinen an den Olympischen Winterspielen 1988 in Calgary teil, bei denen er mit seiner Mannschaft die Silbermedaille gewann. Zu diesem Erfolg trug er mit drei Toren und zwei Vorlagen in sieben Spielen bei.

## Erfolge und Auszeichnungen
- 1988 Silbermedaille bei den Olympischen Winterspielen
- 1988 SM-liiga All-Star Team